# Lega Nazionale A 1992 (football americano)
La Lega Nazionale A 1992 è stata la 7ª edizione del campionato di football americano di primo livello, organizzato dalla SAFV.

## Squadre partecipanti
| Club                 | Città     | Stadio | Sponsor ufficiale | Risultato nella stagione 1991     |
| -------------------- | --------- | ------ | ----------------- | --------------------------------- |
| Basilisk Meanmachine | Basilea   |        |                   | Quarto posto in stagione regolare |
| Bülach Giants        | Bülach    |        |                   | Terzo posto in stagione regolare  |
| Geneva Seahawks      | Ginevra   |        |                   | Vincitori VI Swiss Bowl           |
| Lausanne Sharks      | Losanna   |        |                   | Finalisti LNB                     |
| Mendrisio Smugglers  | Mendrisio |        |                   | Vincitori LNB                     |
| Sankt Gallen Raiders | San Gallo |        |                   | Finalisti                         |
| Zürich Bay Bandits   | Zurigo    |        |                   | Sesto posto in stagione regolare  |
| Zürich Renegades     | Zurigo    |        |                   | Quinto posto in stagione regolare |

## Stagione regolare

### Calendario

#### 1ª giornata
| 5 aprile 1992 | Mendrisio Smugglers | 6 – 54 | Sankt Gallen Raiders |  |

| 5 aprile 1992 | Geneva Seahawks | 14 – 7 | Zürich Renegades |  |

| 5 aprile 1992 | Zürich Bay Bandits | 10 – 14 | Bülach Giants |  |

| 5 aprile 1992 | Basilisk Meanmachine | 34 – 0 | Lausanne Sharks |  |

#### 2ª giornata
| 12 aprile 1992 | Sankt Gallen Raiders | 19 – 15 | Zürich Bay Bandits |  |

| 12 aprile 1992 | Lausanne Sharks | 0 – 22 | Geneva Seahawks |  |

| 12 aprile 1992 | Zürich Renegades | 7 – 12 | Basilisk Meanmachine |  |

| 12 aprile 1992 | Bülach Giants | 21 – 28 | Mendrisio Smugglers |  |

#### 3ª giornata
| 26 aprile 1992 | Basilisk Meanmachine | 7 – 12 | Geneva Seahawks |  |

| 26 aprile 1992 | Mendrisio Smugglers | 10 – 7 | Zürich Bay Bandits |  |

| 26 aprile 1992 | Bülach Giants | 0 – 37 | Sankt Gallen Raiders |  |

| 26 aprile 1992 | Zürich Renegades | 21 – 0 | Lausanne Sharks |  |

#### 4ª giornata
| 10 maggio 1992 | Lausanne Sharks | 7 – 36 | Basilisk Meanmachine |  |

| 10 maggio 1992 | Sankt Gallen Raiders | 38 – 8 | Mendrisio Smugglers |  |

| 10 maggio 1992 | Zürich Renegades | 16 – 18 | Geneva Seahawks |  |

| 10 maggio 1992 | Bülach Giants | 7 – 22 | Zürich Bay Bandits |  |

#### 5ª giornata
| 17 maggio 1992 | Mendrisio Smugglers | 12 – 26 | Bülach Giants |  |

| 17 maggio 1992 | Basilisk Meanmachine | 18 – 16 | Zürich Renegades |  |

| 17 maggio 1992 | Geneva Seahawks | 34 – 0 | Lausanne Sharks |  |

| 17 maggio 1992 | Zürich Bay Bandits | 19 – 38 | Sankt Gallen Raiders |  |

#### 6ª giornata
| 24 maggio 1992 | Zürich Bay Bandits | 28 – 18 | Mendrisio Smugglers |  |

| 24 maggio 1992 | Sankt Gallen Raiders | 56 – 0 | Bülach Giants |  |

| 24 maggio 1992 | Lausanne Sharks | 0 – 28 | Zürich Renegades |  |

| 24 maggio 1992 | Geneva Seahawks | 14 – 28 | Basilisk Meanmachine |  |

### Classifica
La classifica della regular season è la seguente:
- PCT = percentuale di vittorie, G = partite giocate, V = partite vinte,  P = partite perse, PF = punti fatti, PS = punti subiti
- La qualificazione ai playoff è indicata in verde

| Pos. | Squadra              | PCT   | G | V | P | PF  | PS  |
| ---- | -------------------- | ----- | - | - | - | --- | --- |
| 1    | Sankt Gallen Raiders | 1.000 | 6 | 6 | 0 | 242 | 48  |
| 2    | Geneva Seahawks      | .833  | 6 | 5 | 1 | 114 | 58  |
| 3    | Basilisk Meanmachine | .833  | 6 | 5 | 1 | 135 | 56  |
| 4    | Mendrisio Smugglers  | .333  | 6 | 2 | 4 | 82  | 174 |
| 5    | Zürich Bay Bandits   | .333  | 6 | 2 | 4 | 101 | 106 |
| 6    | Zürich Renegades     | .333  | 6 | 2 | 4 | 95  | 62  |
| 7    | Bülach Giants        | .333  | 6 | 2 | 4 | 68  | 165 |
| 8    | Lausanne Sharks      | .000  | 6 | 0 | 6 | 7   | 175 |

## Playoff e playout

### Incontri preliminari

#### Turno 1
| 8 giugno 1992 | Basilisk Meanmachine | 22 – 14 | Geneva Seahawks |  |

| 8 giugno 1992 | Sankt Gallen Raiders | 28 – 17 | Zürich Bay Bandits |  |

#### Turno 2
| 14 giugno 1992 | Basilisk Meanmachine | 29 – 9 | Zürich Bay Bandits |  |

| 14 giugno 1992 | Sankt Gallen Raiders | 26 – 7 | Geneva Seahawks |  |

### Finale 3º - 4º posto
| 28 giugno 1992 | Geneva Seahawks | 39 – 6 | Zürich Bay Bandits |  |

### Playout
| 28 giugno 1992 | Winterthur Warriors | 0 – 47 | Zürich Renegades |  |

| 28 giugno 1992 | Bienna Jets | 12 – 18 | Bülach Giants |  |

### VII Swiss Bowl
| Berna 4 luglio 1992 | Sankt Gallen Raiders | 23 – 10 | Basilisk Meanmachine |  |

## Verdetti
- Sankt Gallen Raiders Campioni di Svizzera 1992